# Sydney International 2018
Sydney International 2018 byl společný tenisový turnaj mužského okruhu ATP World Tour a ženského okruhu WTA Tour, hraný v areálu NSW Tennis Centre na otevřených dvorcích s tvrdým povrchem Plexicushion. Probíhal jako 126. ročník turnaje ve druhém týdnu sezóny, mezi 7. až 13. lednem 2018 v jihoaustralském Sydney, metropoli Nového Jižního Walesu.
Mužská polovina se řadila do kategorie ATP World Tour 250 a její dotace činila 528 910 amerických dolarů. Ženská část s rozpočtem 799 000 dolarů patřila do kategorie WTA Premier Tournaments. Turnaj představoval událost Australian Open Series v týdnu před úvodním grandslamem roku, Australian Open.
Nejvýše nasazenými tenisty v singlových soutěžích se stali Španělé, dvacátý třetí hráč žebříčku Albert Ramos-Viñolas mezi muži a světová trojka Garbiñe Muguruzaová v ženské dvouhře. Jako poslední přímí účastníci do dvouher nastoupili srbský 55. tenista pořadí Viktor Troicki a 33. žena klasifikace Jekatěrina Makarovová z Ruska.
Druhá nasazená Američanka Venus Williamsová, kterou ve druhém kole vyřadila Angelique Kerberová, na sydneyském turnaji startovala poprvé po 17 letech a dvacet let od premiérové účasti.
Premiérový titul na okruhu ATP Tour získal 21letý ruský kvalifikant Daniil Medveděv. Jedenáctou kariérní trofej na okruhu WTA Tour vybojovala  bývalá německá světová jednička Angelique Kerberová, která si na Sydney International podruhé zahrála finále. Devátý společný titul z mužského debla si připsala polsko-brazilská dvojice světových jedniček Łukasz Kubot a Marcelo Melo. Ženskou čtyřhru ovládl kanadsko-čínský pár Gabriela Dabrowská a Sü I-fan, jehož členky vyhrály třetí společnou trofej.

## Rozdělení bodů a finančních odměn

### Rozdělení bodů
| Soutěž       | vítězové | finalisté | semifinalisté | čtvrtfinalisté | 16 v kole | 32 v kole | Q  | Q3 | Q2 | Q1 |
| ------------ | -------- | --------- | ------------- | -------------- | --------- | --------- | -- | -- | -- | -- |
| dvouhra mužů | 250      | 150       | 90            | 45             | 20        | 0         | 12 | 6  | 0  | 0  |
| čtyřhra mužů | 250      | 150       | 90            | 45             | 0         | —         | —  | —  | —  | —  |
| dvouhra žen  | 470      | 305       | 185           | 100            | 55        | 1         | 25 | 18 | 13 | 1  |
| čtyřhra žen  | 470      | 305       | 185           | 100            | 1         | —         | —  | —  | —  | —  |

### Finanční odměny
| Soutěž                                  | vítězové | finalisté | semifinalisté | čtvrtfinalisté | 16 v kole | 32 v kole | Q3     | Q2     | Q1     |
| --------------------------------------- | -------- | --------- | ------------- | -------------- | --------- | --------- | ------ | ------ | ------ |
| dvouhra mužů                            | $83 650  | $44 055   | $23 865       | $13 595        | $8 010    | $4 745    | —      | $2 135 | $1 070 |
| čtyřhra mužů                            | $25 410  | $13 360   | $7 240        | $4 140         | $2 430    | —         | —      | —      | —      |
| dvouhra žen                             | $137 125 | $73 201   | $39 132       | $20 970        | $11 245   | $6 140    | $3 210 | $1 705 | $945   |
| čtyřhra žen                             | $42 850  | $22 900   | $12 510       | $6 365         | $3 460    | —         | —      | —      | —      |
| ve čtyřhrách jsou uváděny částky na pár |          |           |               |                |           |           |        |        |        |

## Dvouhra mužů

### Nasazení
| Stát                         | Hráč                  | ATP | Nasazení |
| ---------------------------- | --------------------- | --- | -------- |
| Španělsko                    | Albert Ramos-Viñolas  | 23. | 1.       |
| Lucembursko                  | Gilles Müller         | 25. | 2.       |
| Argentina                    | Diego Schwartzman     | 26. | 3.       |
| Itálie                       | Fabio Fognini         | 27. | 4.       |
| Francie                      | Adrian Mannarino      | 28. | 5.       |
| Německo                      | Philipp Kohlschreiber | 29. | 6.       |
| Bosna a Hercegovina          | Damir Džumhur         | 30. | 7.       |
| Německo                      | Mischa Zverev         | 33. | 8.       |
| Žebříček ATP k 1. lednu 2018 |                       |     |          |

### Jiné formy účasti
Následující hráčí obdrželi divokou kartu do hlavní soutěže:
- Alex Bolt
- John Millman
- Jordan Thompson

Následující hráči obdrželi do hlavní soutěže zvláštní výjimku:
- Alex De Minaur
- Gilles Simon

Následující hráči postoupili z kvalifikace:
- Jevgenij Donskoj
- Daniil Medveděv
- Alexei Popyrin
- Aleksandar Vukic

Následující hráč postoupil z kvalifikace jako tzv. šťastný poražený:
- Ričardas Berankis

### Odhlášení
před zahájením turnaje
- Filip Krajinović (poranění levé Achillovy šlachy) → nahradil jej  Ričardas Berankis
- Kei Nišikori →  nahradil jej  Viktor Troicki

## Mužská čtyřhra

### Nasazení
| Stát                                                                                  | Hráč              | Stát      | Hráč                   | WTA | Nasazení |
| ------------------------------------------------------------------------------------- | ----------------- | --------- | ---------------------- | --- | -------- |
| Polsko                                                                                | Łukasz Kubot      | Brazílie  | Marcelo Melo           | 3.  | 1.       |
| Nizozemsko                                                                            | Jean-Julien Rojer | Rumunsko  | Horia Tecău            | 15. | 2.       |
| Španělsko                                                                             | Feliciano López   | Španělsko | Marc López             | 44. | 3.       |
| Indie                                                                                 | Rohan Bopanna     | Francie   | Édouard Roger-Vasselin | 44. | 4.       |
| Žebříček ATP k 1. lednu 2018; číslo je součtem žebříčkového postavení obou členů páru |                   |           |                        |     |          |

### Jiné formy účasti
Následující pár obdržel divokou kartu do hlavní soutěže:
- Alex Bolt /  Jordan Thompson
- Christopher O'Connell /  Matt Reid

## Ženská dvouhra

### Nasazení
| Stát                         | Hráčka                 | WTA | Nasazení |
| ---------------------------- | ---------------------- | --- | -------- |
| Španělsko                    | Garbiñe Muguruzaová    | 2.  | 1.       |
| USA                          | Venus Williamsová      | 5.  | 2.       |
| Lotyšsko                     | Jeļena Ostapenková     | 7.  | 3.       |
| Spojené království           | Johanna Kontaová       | 9.  | 4.       |
| Francie                      | Kristina Mladenovicová | 11. | 5.       |
| USA                          | Sloane Stephensová     | 13. | 6.       |
| Německo                      | Julia Görgesová        | 14. | 7.       |
| Lotyšsko                     | Anastasija Sevastovová | 16. | 8.       |
| Žebříček WTA k 1. lednu 2018 |                        |     |          |

### Jiné formy účasti
Následující hráčky obdržely divokou kartu do hlavní soutěže:
- Garbiñe Muguruzaová
- Ellen Perezová
- Olivia Rogowská
- Samantha Stosurová

Následující hráčky postoupily z kvalifikace:
- Kristie Ahnová
- Catherine Bellisová
- Verónica Cepedeová Roygová
- Camila Giorgiová

Následující hráčky postoupily z kvalifikace jako tzv. šťastná poražené:
- Lara Arruabarrenová
- Carina Witthöftová

### Odhlášení
před zahájením turnaje
- Julia Görgesová (poranění pravého kolena) → nahradila ji  Carina Witthöftová
- Anastasija Pavljučenkovová → nahradila ji  Jekatěrina Makarovová
- Pcheng Šuaj  (poranění pravého kolena) → nahradila ji  Lara Arruabarrenová

### Skrečování
- Mirjana Lučićová Baroniová (viróza)
- Kristina Mladenovicová (hypertermie)

## Ženská čtyřhra

### Nasazení
| Stát                                                                                  | Hráčka             | Stát    | Hráčka                    | WTA | Nasazení |
| ------------------------------------------------------------------------------------- | ------------------ | ------- | ------------------------- | --- | -------- |
| Čínská Tchaj-pej                                                                      | Latisha Chan       | Česko   | Andrea Sestini Hlaváčková | 6.  | 1.       |
| Česko                                                                                 | Lucie Šafářová     | Česko   | Barbora Strýcová          | 21. | 2.       |
| Kanada                                                                                | Gabriela Dabrowská | Čína    | Sü I-fan                  | 34. | 3.       |
| Nizozemsko                                                                            | Kiki Bertensová    | Švédsko | Johanna Larssonová        | 39. | 4.       |
| Žebříček WTA k 1. lednu 2018; číslo je součtem žebříčkového postavení obou členů páru |                    |         |                           |     |          |

### Jiné formy účasti
Následující pár nastoupil z pozice náhradníka:
- Lara Arruabarrenová /  Lauren Davisová

## Přehled finále

### Mužská dvouhra
- Daniil Medveděv vs.  Alex de Minaur, 1–6, 6–4, 7–5

### Ženská dvouhra
- Angelique Kerberová vs.  Ashleigh Bartyová,  6–4, 6–4

### Mužská čtyřhra
- Łukasz Kubot /  Marcelo Melo vs.  Jan-Lennard Struff /  Viktor Troicki, 6–3, 6–4.

### Ženská čtyřhra
- Gabriela Dabrowská /  Sü I-fan vs.  Latisha Chan /  Andrea Sestini Hlaváčková, 6–3, 6–1